# Zespół Schinzela-Giediona
Zespół Schinzela-Giediona (ang. Schinzel-Giedion syndrome) – zespół wad wrodzonych uwarunkowany genetycznie, o dziedziczeniu autosomalnym dominującym. Został opisany po raz pierwszy przez Schinzela i Giediona w 1978 roku.

## Fenotyp
Na obraz kliniczny zespołu składają się:
- niechęć do ssania w okresie niemowlęcym
- pourodzeniowy niedobór wzrostu
- szerokie szwy czaszkowe i duże ciemiączka
- grube rysy twarzy
- wysokie czoło
- hipoplazja środkowego piętra twarzy
- naczyniaki twarzy
- nisko osadzone uszy
- hiperteloryzm oczny
- wytrzeszcz gałek ocznych z powodu płytkości oczodołów
- krótki nos
- przodopochylenie nozdrzy
- makroglosja
- krótka szyja
- opóźnienie umysłowe.

Charakterystycznym objawem jest alakrimia (brak wydzielania łez) przy osłabionym odruchu rogówkowym.